# ヴァシル・キリエンカ
ヴァシル・キリエンカ（ベラルーシ語: Васіль Кірыенка、ラテン文字翻記例: Vasil Kiryienka, Vasili Kiryienka、1981年6月28日- ）は、ベラルーシ・リチェザ出身の元自転車競技選手。

## 来歴
ロードレースとトラックレースの両方で実績を残した。トラックレースでは2008年にマンチェスターで開催された世界自転車選手権のポイントレースにおいて、フランスのクリストフ・リブロンの終盤の猛追を1ポイント差退けて優勝。同種目の北京オリンピック出場権を獲得した。
ロードレースにおいては、タイムトライアル系での実績が目立つが、最近では山岳レースでも活躍しており、標高1828mのデル・ヴィヴォーネ峠などを越えるコース設定が施された、2008年のジロ・デ・イタリアの第19ステージを制し、同レースの山岳賞部門ではエマヌエーレ・セッラに次いで2位に入った。
2007-2008年はティンクオフ・クレジットシステム所属。
2009年からアミーカチップス・クナウフに移籍すると見られていたが、2008年12月にケス・デパーニュ（現 モビスター）への移籍が発表された。
2011年のジロ・デ・イタリアではフィネストレ峠やセストリエーレ峠が組み込まれた第20ステージで勝利し、
5日前に不慮の事故で命を落としたチームメートのシャビエル・トンドにその勝利を捧げた。
2013年、チーム・スカイに移籍。
2019年3月、スクリーニング検査により心臓疾患が見つかったことを発表。しばらくレースから離れていたが、4月のツール・ド・ロマンディで復帰。
2020年1月30日、心臓疾患に関する医学的アドバイスを受け、現役引退。

## 主な戦績

### 2002年
- ベラルーシ国内選手権 個人タイムトライアル(ITT)優勝

### 2005年
- ベラルーシ国内選手権 ITT優勝
- トラックワールドカップ（マンチェスター） ポイント優勝
- コッパ・デッラ・パーチェ 優勝
- ジロ・デル・カセンティーノ 優勝

### 2006年
- ベラルーシ国内選手権 ITT優勝
- トラックワールドカップ（シドニー） スクラッチ優勝
- 世界選手権ポイントレース 3位

### 2007年
- チームタイムトライアル・アイントホーフェン2位
- エトワール・ド・ベセージュ 総合2位
- ティレーノ〜アドリアティコ 山岳賞部門3位
- ステル・エレクトロトゥール 区間1勝（第3）
- ブエルタ・ア・ブルゴス 区間1勝（第5）

### 2008年
- 世界選手権ポイントレース優勝
- ジロ・デ・イタリア山岳賞部門第2位、第19ステージ優勝
- ステル・エレクトロトゥール 総合2位
- グラン・プレミオ・チッタ・ディ・カマイオーレ 2位

### 2010年
- ツール・ド・フランス第10ステージ2位

### 2011年
- クリテリウム・アンテルナシオナル 総合2位 ポイント賞部門第1位
- バスク一周 総合10位 & 区間1勝(第2)
- ジロ・デ・イタリア第20ステージ優勝
- ルート・デュ・スュド 総合優勝

### 2012年
- クリテリウム・デュ・ドフィネ 総合6位
- ロンドン五輪・ITT 12位
- 世界選手権・ITT3位

### 2013年
- ブエルタ・ア・エスパーニャ第18ステージ優勝
- 世界選手権・TTT 3位
- 世界選手権・ITT4位

### 2014年
- Settimana Internazionale di Coppi e Bartali第1bステージ (TTT)優勝
- Bayern-Rundfahrt総合3位
- 世界選手権・TTT4位
- 世界選手権・ITT4位

### 2015年
- ジロ・デ・イタリア第14ステージ優勝
- ヨーロッパ競技大会男子個人タイムトライアル優勝
- ベラルーシ国内選手権 個人タイムトライアル(ITT)優勝
- 世界選手権・ITT優勝
- クロノ・デ・ナシオン優勝

### 2016年
- クロノ・デ・ナシオン優勝

### 2018年
- ベラルーシ国内選手権 個人タイムトライアル(ITT)優勝

### 2019年
- ヨーロッパ競技大会 個人タイムトライアル(ITT)優勝